# Ancylis argillacea
Ancylis argillacea is een vlinder uit de familie bladrollers (Tortricidae). De wetenschappelijke naam is, als Lamyrodes argillacea, voor het eerst geldig gepubliceerd in 1916 door Turner.

## Type
- holotype: "male"
- instituut: ANIC, Canberra, Australian Capital Territory, Australia
- typelocatie: "Australia, New South Wales, Glen Innes"